# 아르투로 페레스 레베르테
아르투로 페레스 레베르테(Arturo Pérez-Reverte, 1951년 ~ )는 스페인의 소설가이다.
스페인 항구 도시 카르타헤나에서 태어났다. 정치학과 저널리즘을 전공한 그는 1973년부터 1994년까지 신문, 라디오, 텔레비전 등 각종 언론 매체에서 특파원이나 종군 기자로 활동했다. 이 기간 동안 발생했던 거의 모든 주요 국제 분쟁이나 내전에는 그가 있었다. 특히 일간지 《푸에블로》(Pueblo)에서 취재 기자로, 텔레비전 방송국에서는 국제 무력 분쟁에 관한 프로그램 전문가로 일했다. 현재 전업 작가로 활동 중이다.
페레스 레베르테가 스페인 문단에 처음 발표한 작품은 <경기병>(1986), 이후 <검의 대가>(1988)에 이어 그가 작가로서 이름을 날리고 성공을 거둔 작품이 바로 <플랑드르 거장의 그림>(1990)이다. 이어 <뒤마 클럽>(1993)이 잇따라 유럽 출판계를 뒤흔들며 최고의 베스트셀러를 기록했다.
<뒤마 클럽>은 1993년 출간 당시 움베르토 에코의 <장미의 이름>에 필적할 만한 작품이라는 평을 받으며 출판계와 비평계에서 대중 장르에서 감히 넘볼 수 없는 영역으로 치달아 버렸다는 끔찍한 애정과 찬사를 보낸 작품이다. 이 작품은 유럽의 서점가에서 베스트셀러를 기록하면서 작가의 명성을 재확인시키고, 로만 폴란스키 감독에 의해 나인스 게이트(Ninth Gate)라는 제목으로 영화화되었다.
<캡틴 알라트리스테>(1996), <깨끗한 피>(1997), <브레다의 태양>(1998) 등의 연재 소설에서는 셜록 홈즈나 푸아로와 비슷한 허구 인물 알라트리스테를 창조해 미스터리 소설의 새로운 간판 스타를 창조했다.

## 작품 목록
- 『경기병』(1986)
- 『검의 대가』(El maestro de esgrima)(1988)

열린책들(2009)｜김수진 옮김｜ISBN 978-89-329-0995-0
- 『플랑드르 거장의 그림』(La tabla de flandes)(1990)

열린책들(2010)｜정창 옮김｜ISBN 978-89-329-1115-1
- 『뒤마 클럽』(1993)
- 『협박자의 그림자』(1993)
- 『코만체 영토』(1994)
- 『카치토』(1995)
- 『북의 가죽』(1995)
- 『캡틴 알라트리스테』(1996)
- 『깨끗한 피』(1997)
- 『브레다의 태양』(1998)
- 『코르소의 증명서』(1998)
- 『원형 지도』(2000)
- 『왕의 황금』(2000)
- 『남부의 여왕』(2002)
- 『전쟁화를 그리는 화가』(2006)
- 『분노의 날』(2007)
- 『푸른 눈』(2009)

## 같이 보기
- 알라트리스테